# Col de Couz
Col de Couz je prijevoj koji se nalazi u blizini sela Saint-Jean-de-Couz, s vrhom na 624 m nadmorske visine. Nalazi se na jednakoj udaljenosti od krajeva doline Couz. Povezuje Chambéry na sjeveroistoku s Les Echellesom na jugozapadu. Presijeca ga resorna cesta 1006. Mont Beauvoir nalazi se zapadno od Col de Couza.